# Circondario di Rieti
Il circondario di Rieti era uno dei circondari in cui era suddivisa la provincia di Perugia.

## Storia
Con l'Unità d'Italia (1861) la suddivisione in province e circondari stabilita dal Decreto Rattazzi fu estesa all'intera Penisola. Il circondario di Rieti fu creato come suddivisione della provincia di Perugia.
Nel 1923 il circondario venne distaccato dalla provincia di Perugia ed aggregato alla provincia di Roma.
Il circondario di Rieti fu abolito, come tutti i circondari italiani, nel 1927, nell'ambito della riorganizzazione della struttura statale voluta dal regime fascista; il territorio circondariale venne incluso nella nuova provincia di Rieti.

## Geografia antropica

### Suddivisioni amministrative
Nel 1863, la composizione del circondario era la seguente:
- mandamento I di Fara in Sabina
  - comuni di Casaprota; Castelnuovo di Farfa; Fara in Sabina; Frasso Sabino; Mompeo; Monte Santa Maria in Sabina; Poggio Nativo; Salisano; Toffia
- mandamento II di Magliano Sabino
  - comuni di Collevecchio; Magliano Sabino; Montebuono; Tarano
- mandamento III di Orvinio
  - comuni di Collalto; Collegiove; Marcetelli; Nespolo; Orvinio; Paganico; Petescia; Pozzaglia; Scandriglia
- mandamento IV di Poggio Mirteto
  - comuni di Aspra; Bocchignano; Cantalupo in Sabina; Configni; Cottanello; Forano; Montasola; Montopoli di Sabina; Poggio Catino; Poggio Mirteto; Rocca Antica; Rocchetta; Selci; Stimigliano; Torri in Sabina; Vacone
- mandamento V di Rieti
  - comuni di Castel San Benedetto Reatino; Cerchiara di Sabina; Collebaccaro; Contigliano; Greccio; Labro; Monte Nero; Monte San Giovanni; Morro Reatino; Poggio Bustone; Poggio Fidoni; Rieti; Rivodutri; San Giovanni Reatino; Sant'Elia Reatino
- mandamento VI di Rocca Sinibalda
  - comuni di Ascrea; Belmonte in Sabina; Castelvecchio; Concerviano; Longone di San Salvatore Maggiore; Monte Leone Sabino; Oliveto in Sabina; Poggio Moiano; Poggio San Lorenzo; Posticciola; Rocca Sinibalda; Torricella in Sabina; Varco